# Vlattenhaus

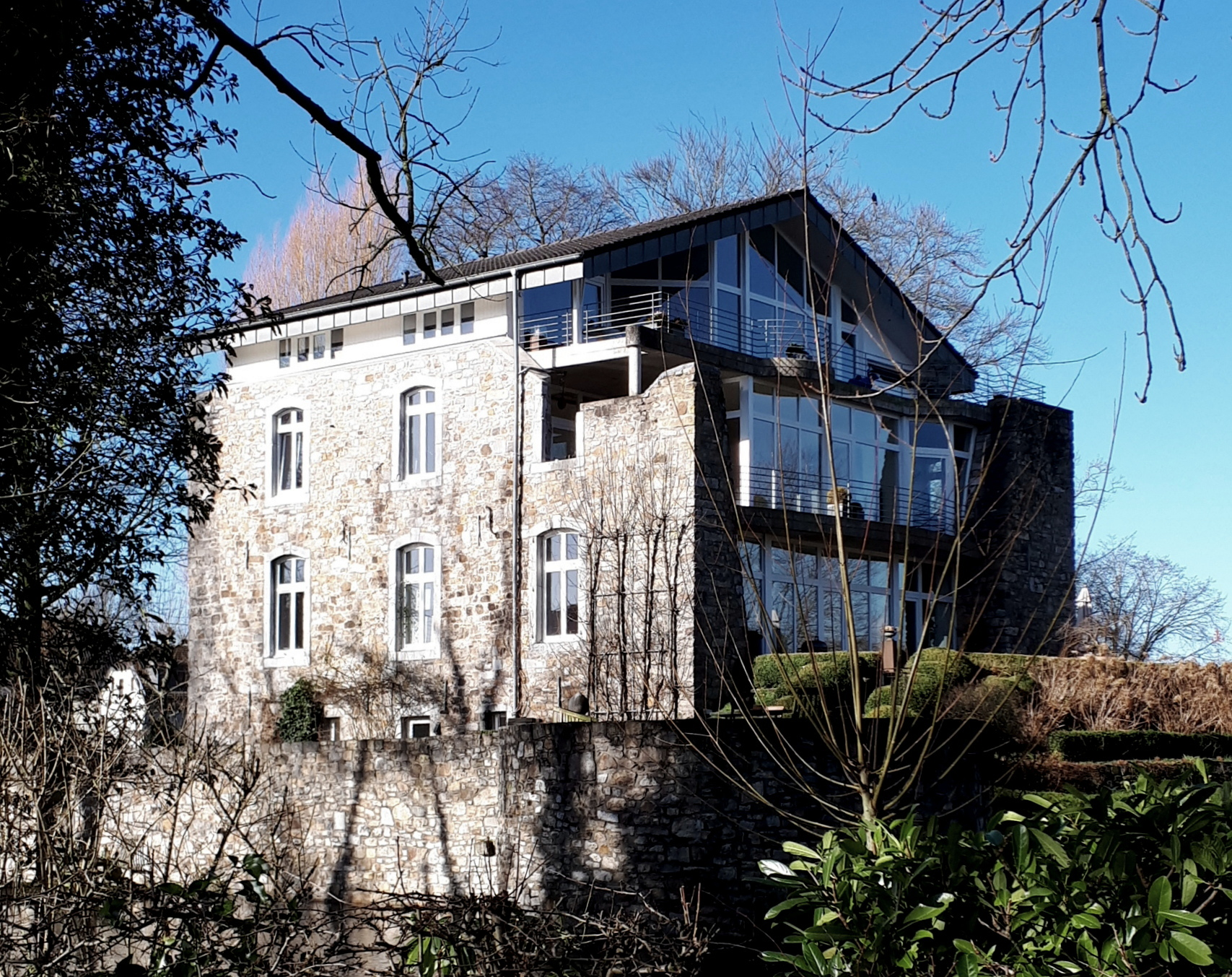
Ansicht des Vlattenhauses von Nordosten

Das Vlattenhaus, auch Großes Haus und Schenkenhaus genannt, ist eine Wasserburg im Ortsteil Eynatten der belgischen Gemeinde Raeren. Sie ging vermutlich aus einem Gutshof der Burg Eynatten hervor, der im 15. Jahrhundert zu einem befestigten Wohnturm ausgebaut wurde und ein limburgisches Lehen war. Von der Familie von Eynatten kam die Burg über die Thoreils in der zweiten Hälfte des 15. Jahrhunderts an die Familie von Vlatten, die bis zum Beginn des 18. Jahrhunderts Besitzerin blieb. Anschließend gehörte sie der Familie Hanotte, die sie 1728 dem Aachener Jesuitenkolleg schenkte. Der Orden ließ 1761 ein neues Wohnhaus errichten, dessen Reste heute noch erhalten sind. Nach der Auflösung des Ordens im Jahr 1773 verkaufte die brabantische Domänenverwaltung die Anlage an einen Privatmann. Im Zweiten Weltkrieg durch Bombentreffer stark beschädigt, war das Haus lange eine Ruine, ehe es in den 1990er Jahren zu einem Wohnhaus umgebaut wurde. Es ist nicht zu besichtigen.

## Geschichte

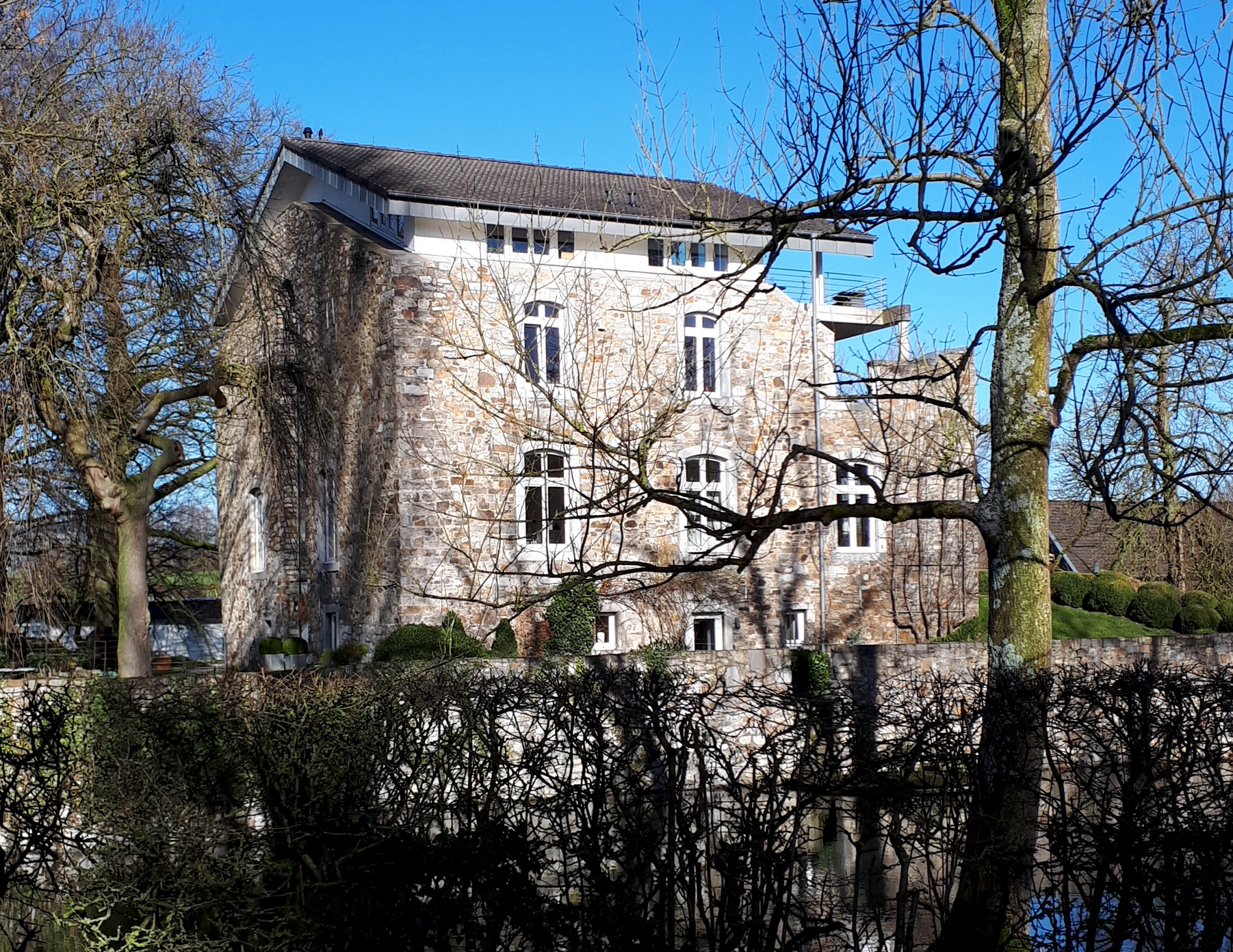
Ansicht des Vlattenhauses von Südwesten

Die Geschichte des Vlattenhauses ist in den Anfängen eng mit der des benachbarten Hauses Amstenrath verbunden, denn beide waren Eigentum der Familie von Eynatten. Die Brüder Peter und Johann von Eynatten teilten den Familienbesitz untereinander auf. Die Burg Eynatten kam dabei an Peter, war aber zu jener Zeit wohl baufällig oder stark reparaturbedürftig. Johanns gleichnamiger Sohn ließ wohl in der zweiten Hälfte des 14. Jahrhunderts einen Vorgängerbau von Haus Amstenrath errichten, während Peter das Vlattenhaus bezog. Dieses war zuvor vermutlich ein der Burg vorgelagerter Gutshof gewesen, der ausgebaut und befestigt wurde. Zur Unterscheidung der beiden Anlagen wurde Johanns Gut „Kleines Haus“ genannt, während das Vlattenhaus wegen seiner größeren Bedeutung als „Großes Haus“ bekannt war.
Mit Peters Sohn Arnold Mattilon (auch Matelion) starb die männliche Linie derer von Eynatten auf Burg Vlattenhaus im Jahr 1434 aus. Seine Tochter Katharina aus der Ehe mit Katharina von Bombaye hatte 1424 Johann Thoreil (auch Thoreel und Thorcel geschrieben), Herr von Bernau, geheiratet und brachte ihm den Besitz zu. Am 7. November 1434 wurde er mit dem Vlattenhaus belehnt. Die gemeinsame Tochter Anna heiratete Heinrich I. von Vlatten. Durch sie gelangte die Anlage nach dem Tod ihres Vaters 1475 an die Familie ihres Mannes, weswegen sich für das Haus der Name Vlattenhaus einbürgerte. Heinrich empfing das Lehen offiziell am 11. September 1475. Weil er und seine Nachkommen Erbmundschenken des Herzogtums Jülich waren, wurde die Anlage auch Schenkenhaus genannt. Das Anwesen blieb nachfolgend viele Generationen lang im Besitz der Familie von Vlatten. 1597 verzichteten Heinrich III. von Vlatten und seine Geschwister zugunsten ihres Bruders Bertram auf das Haus. Dieser gab es im Jahr 1602 wieder an Heinrich IIII. zurück, der es vor seinem Tod 1623 seinem jüngsten Bruder Conrad III. von Vlatten übertrug. Nach dem Tod von Conrads Enkel, Conrad IV. (auch Cuno und Cono genannt) Johann Josef, relevierte dessen Schwiegersohn, der kaiserliche Leutnant Franz Hanotte, das Vlattenhaus 1696 für sich und seinen Schwager Johann Jakob Arnold von Vlatten. Dieser verkaufte ihm 1706 seinen Anteil am Lehen gegen lebenslänglichen Unterhalt. Franz Hanotte und seine Frau Maria Katharina, geb. von Vlatten, wohnten nur kurze Zeit in der alten Burg und zogen dann nach Aachen um.
Weil Franzʼ Sohn Johann Oliver am 14. März 1714 starb, ohne Kinder zu hinterlassen, fiel das Vlattenhaus als Erbe an Johann Olivers Stiefmutter, Maria Katharina Hanotte, eine Cousine, die Franz in zweiter Ehe geheiratet hatte. Sie überließ die auf 5000 Patakons geschätzte Anlage am 20. August 1721 dem Aachener Schöffen Johann Caspar Clotz zur Nutznießung, ehe sie es 1728 dem Aachener Jesuitenkolleg schenkte, wo ihr Bruder das Amt des Rektors bekleidete. Zur Zeit des Übergangs an den Orden war das mittelalterliche Wohnhaus der Burganlage stark heruntergekommen. Die Jesuiten wollten das Vlattenhaus als Landsitz nutzen und ließen zu diesem Zweck das baufällige Gebäude 1761 durch einen kleineren und schlichten Wohnbau in der Mitte der Burginsel ersetzen sowie den Wassergraben zu Fischteichen umwandeln. Von dem Neubau kündete ein nicht mehr erhaltener Keilstein des Rundbogenportals an der Nordseite.

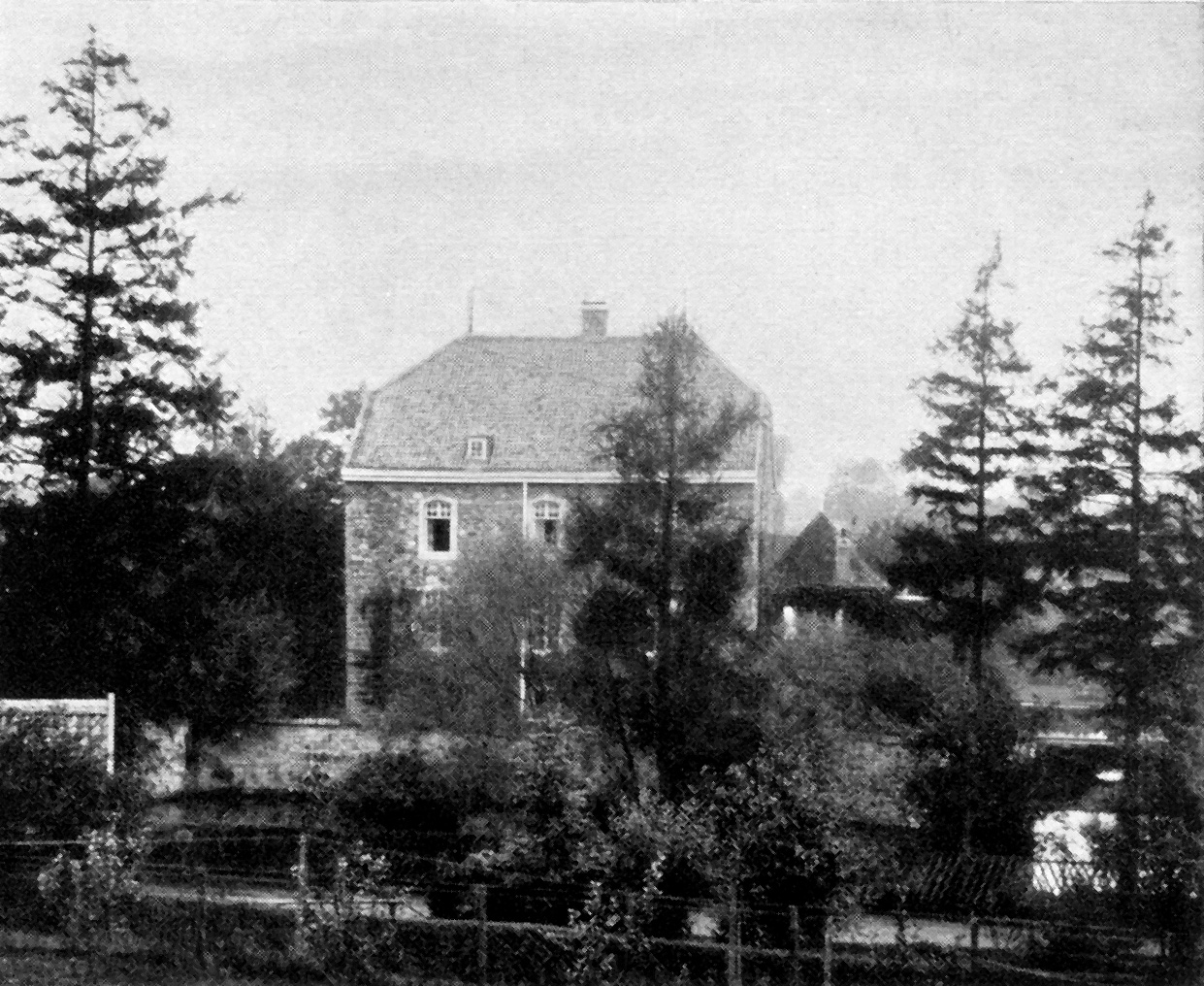
Das Vlattenhaus um 1912

Nach der Aufhebung des Ordens im Jahr 1773 wurde die brabantische Domänenadministration neue Eigentümerin des Anwesens und verkaufte es 1774 oder 1776 an Theodor Thyssen, der es im Namen seines aus Eupen stammenden Schwiegervaters Arnold Roemer Lambertz erwarb. Er schenkte den Besitz 1788 seiner Tochter Anna Katharina, die ihn ihrer Nichte Sybille Thyssen vermachte. Diese war mit Wilhelm Birven verheiratet und gab die Burg 1837 an ihren Sohn Nikolaus. Bei seinem Tod 1871 erbte seine Nichte Frederika Talbot die Anlage. Nachdem sie 1904 kinderlos verstorben war, gelangte das Vlattenhaus an den Fabrikanten Peter Reuther, der es 1909 an den Aachener Justizrat Charles Beaucamp veräußerte. Nach dem Ersten Weltkrieg stand das Anwesen unter Sequester und diente teilweise als Kaserne sowie Fabrik. 1942 ließ Charles Beaucamp es aufwändig restaurieren. Schon Mitte des 19. Jahrhunderts hatten die Eigentümer das Haus instand gesetzt, doch ausgerechnet während dieser Arbeiten war ein Großteil des Gebäudes eingestürzt und musste wiederaufgebaut werden. Während des Zweiten Weltkriegs wurde das Haus am 12. September 1944 bei den Kämpfen zwischen vorrückenden amerikanischen Truppen und deutschen Soldaten durch Bombentreffer schwer beschädigt und war fortan eine Halbruine. Nach Kriegsende stand das Vlattenhaus erneut unter Sequester, ehe es die Familie Suttor-Franssen von Cortenbach, der auch schon das benachbarte Haus Amstenrath gehörte, in den 1960er Jahren kaufte. Sie veräußerte das Herrenhaus an die Erbengemeinschaft Jacobs, welche die Ruine Ende der 1990er Jahre zu einem Mehrfamilienhaus mit modernen Elementen umbauen ließ und damit vor dem weiteren Verfall bewahrte.

## Beschreibung

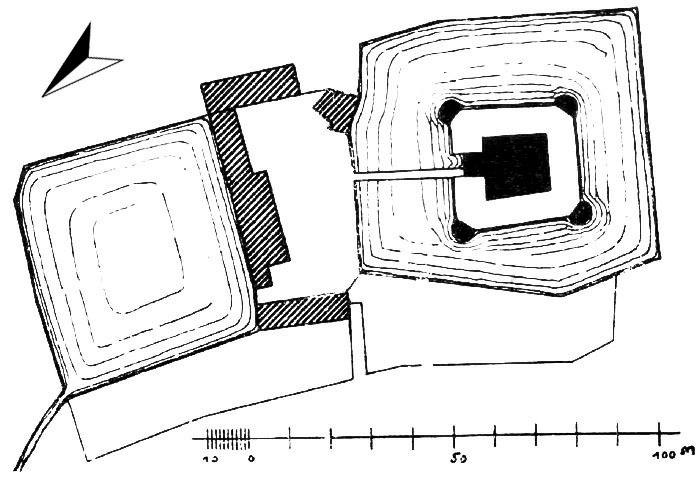
Lageplan des Vlattenhauses um 1912

Das Vlattenhaus ist eine von drei Burgen auf dem Gebiet von Eynatten. Rund 200 Meter entfernt steht nordöstlich das Haus Amstenrath, während die Burg Raaf in Berlotte etwa 1,6 Kilometer entfernt ist.
Das Vlattenhaus ist ein dreigeschossiges, quadratisches Gebäude, dessen Längsseiten durch stichbogige Fenster mit Werksteinfassung und Keilstein in drei Achsen unterteilt sind. Die historischen Bruchsteinmauern aus Sandstein erheben sich auf einer etwa 30 × 30 Meter messenden Insel mit den Stümpfen von Rundtürmen an den Ecken, die einen Durchmesser von etwa fünf Metern haben. Diese Türme sollen einmal drei bis vier Meter hoch gewesen sein und sind heute noch durch die niedrigen Reste von Mauern miteinander verbunden. Die Inselform zeichnet somit die Außenform der ersten Burganlage nach, deren Gestalt einzigartig im Herzogtum Limburg war. Von Nordosten und Südwesten führen Steinbrücken über den breiten Wassergraben zur Burginsel, die nördliche von ihnen ersetzte im 18. Jahrhundert eine Zugbrücke. Von dem schlichten, im Zweiten Weltkrieg beschädigten Herrenhaus des 18. Jahrhunderts sind heute nur noch Teile der Außenmauern erhalten. Im Inneren wurden für die Wohnnutzung Stahlbetondecken eingezogen. Das einstige Krüppelwalmdach ist seit den 1990er Jahren durch ein flaches Satteldach ersetzt.
Nordöstlich der Burginsel liegt der dreiflügelige ehemalige Wirtschaftshof der Anlage, dessen Gebäude aus Bruchstein stark überformt wurden. Eines von ihnen ist durch Maueranker auf das Jahr 1781 datierbar.